# Borno (Włochy)
Borno – miejscowość i gmina we Włoszech, w regionie Lombardia, w prowincji Brescia.
Według danych na rok 2004 gminę zamieszkuje 2699 osób, 90 os./km².
W Borno urodził się włoski duchowny rzymskokatolicki ks. kardynał Giovanni Battista Re